# 3962 Valyaev
3962 Valyaev је астероид са средњом удаљеношћу од Сунца која износи 3,224 астрономских јединица (АЈ).
Апсолутна магнитуда астероида је 12,4.